# 乔瓦尼·阿涅利
乔瓦尼·阿涅利（Giovanni Agnelli，1866年8月13日—1945年12月16日），義大利人，知名企業家。
喬瓦尼·阿涅利於1899年與其夥伴共同創辦義大利菲亚特汽車公司，並在1902年掌握該公司實權。第一次世界大戰中，他積極參與戰事後勤運補，其種類遍及飛機、火車等。1921年，因為義大利共產黨所支持的工會與其領導風格不和，阿涅利一度退出菲亚特經營權。1923年，他擔任墨索里尼領導政權下的義大利國會議員。因為此舉，在戰後被解除在菲亚特的職務。意大利足坛最成功的俱乐部尤文图斯是阿涅利家族所拥有的球队。